# Athetis smintha
Athetis smintha là một loài bướm đêm trong họ Noctuidae.